# Naoto Kan
Naoto Kan (菅 直人, Kan Naoto) (Ube, 10 de outubro de 1946) é um político japonês, foi primeiro-ministro do Japão de 4 de junho de 2010 até 26 de agosto de 2011, data de sua renuncia.
Em 2010 foi também ministro das Finanças e vice-primeiro-ministro, além de líder do Partido Democrático do Japão, maior partido de oposição da Dieta do Japão de 2002 até 2004. Kan foi também ministro da Saúde e Bem-Estar por um momento na década de 1990. A reunião do partido para a sucessão ocorreu em 4 de junho de 2010 e Kan teve como adversário o ministro das Relações Exteriores Katsuya Okada.

## Ministro das Finanças
Em 6 de janeiro de 2010, Naoto Kan foi escolhido por Yukio Hatoyama para ser o novo ministro das Finanças. Em sua primeira entrevista coletiva, Kan anunciou que sua prioridade é estimular o crescimento e tomou a medida incomum de nomear um nível iene-dólar específicos como ideal para ajudar os exportadores e estimular a economia. "Há um monte de vozes no mundo empresarial dizendo que (o dólar) em torno de ¥ 95 é adequado em termos de comércio", disse ele. Hatoyama apareceu para repreender Kan "Quando se trata de câmbio, a estabilidade é desejável e movimentos rápidos são indesejáveis. O governo, basicamente, não deve comentar sobre o câmbio", disse ele a repórteres.

## Primeiro-ministro
Em junho de 2010, Kan emergiu como sucessor de Yukio Hatoyama depois que este anunciou sua renúncia do cargo de primeiro-ministro e líder do PDJ, além da renúncia do maior apoiador de Hatoyama no partido, o Secretário Geral do PDJ Ichiro Ozawa. O ministro das Relações Exteriores, Katsuya Okada, e o ministro dos Transportes, Seiji Maehara, foram também considerados para suceder a Hatoyama imediatamente após a renúncia de Hatoyama, mas ambos logo anunciaram apoio a Kan. Em 4 de junho, Naoto Kan foi eleito Líder do partido governista. Ele foi logo designado primeiro-ministro.
Foi duramente criticado pela sua gerência durante as crises geradas pelo terremoto de 2011 no Japão e do consequente acidente na usina nuclear de Fukushima I. Mesmo passando por um voto de confiança viu sua popularidade cair rapidamente, por isso disse que se afastaria do cargo assim que tivesse seus projetos de lei aprovados. Estes projetos versam sobre o financiamento para reconstrução após o terremoto e o financiamento de energias renováveis. Após a votação destas medidas, divulgou em 26 de agosto de 2011 sua renúncia de primeiro-ministro, oficializando a saída no dia 30 de agosto.